# Општина Халостотитлан (Халиско)
Халостотитлан (шп. Jalostotitlán) општина је у Мексику у савезној држави Халиско. Општина се налази на надморској висини од 1779 м.

## Становништво
Према подацима из 2010. у општини је живело 31948 становника.

### Хронологија
| Година       | 2000                  | 2005                  | 2010                  |
| ------------ | --------------------- | --------------------- | --------------------- |
| Становништво | 28110 (13263 / 14847) | 28462 (13575 / 14887) | 31948 (15598 / 16350) |

### Попис
| \| \| м \| \| \| ж \| \| 0—2 \| 1.087 \| \| \| 982 \| \| 3—5 \| 1.088 \| \| \| 1.087 \| \| 6—11 \| 2.223 \| \| \| 2.122 \| \| 12—14 \| 1.029 \| \| \| 1.013 \| \| 15—17 \| 1.027 \| \| \| 1.054 \| \| 18—24 \| 1.919 \| \| \| 2.116 \| \| 60+ \| 1.506 \| \| \| 1.698 \| \| Просек : \| 27,2 \| \| \| 28,3 \| |       |  |  |       |
| |       |  |  |       |
| | м     |  |  | ж     |
| 0—2 | 1.087 |  |  | 982   |
| 3—5 | 1.088 |  |  | 1.087 |
| 6—11 | 2.223 |  |  | 2.122 |
| 12—14 | 1.029 |  |  | 1.013 |
| 15—17 | 1.027 |  |  | 1.054 |
| 18—24 | 1.919 |  |  | 2.116 |
| 60+ | 1.506 |  |  | 1.698 |
| Просек : | 27,2  |  |  | 28,3  |

| #   | Индикатор                                                                                        | Вредност |
| --- | ------------------------------------------------------------------------------------------------ | -------- |
| 1   | Становништво од 0 до 2 године                                                                    | 2069     |
| 2   | Мушко становништво од 0 до 2 године                                                              | 1087     |
| 3   | Женско становништво од 0 до 2 године                                                             | 982      |
| 4   | Становништво са 3 и више година                                                                  | 29860    |
| 5   | Мушко становништво са 3 и више година                                                            | 14498    |
| 6   | Женско становништво са 3 и више година                                                           | 15362    |
| 7   | Становништво са 5 и више година                                                                  | 28404    |
| 8   | Мушко становништво са 5 и више година                                                            | 13784    |
| 9   | Женско становништво са 5 и више година                                                           | 14620    |
| 10  | Становништво са 12 и више година                                                                 | 23340    |
| 11  | Мушко становништво са 12 и више година                                                           | 11187    |
| 12  | Женско становништво са 12 и више година                                                          | 12153    |
| 13  | Становништво са 15 и више година                                                                 | 21298    |
| 14  | Мушко становништво са 15 и више година                                                           | 10158    |
| 15  | Женско становништво са 15 и више година                                                          | 11140    |
| 16  | Становништво са 18 и више година                                                                 | 19217    |
| 17  | Мушко становништво са 18 и више година                                                           | 9131     |
| 18  | Женско становништво са 18 и више година                                                          | 10086    |
| 19  | Становништво од 3 до 5 година                                                                    | 2175     |
| 20  | Мушко становништво од 3 до 5 година                                                              | 1088     |
| 21  | Женско становништво од 3 до 5 година                                                             | 1087     |
| 22  | Становништво од 6 до 11 година                                                                   | 4345     |
| 23  | Мушко становништво од 6 до 11 година                                                             | 2223     |
| 24  | Женско становништво од 6 до 11 година                                                            | 2122     |
| 25  | Становништво од 8 до 14 година                                                                   | 4919     |
| 26  | Мушко становништво од 8 до 14 година                                                             | 2493     |
| 27  | Женско становништво од 8 до 14 година                                                            | 2426     |
| 28  | Становништво од 12 до 14 година                                                                  | 2042     |
| 29  | Мушко становништво од 12 до 14 година                                                            | 1029     |
| 30  | Женско становништво од 12 до 14 година                                                           | 1013     |
| 31  | Становништво од 15 до 17 година                                                                  | 2081     |
| 32  | Мушко становништво од 15 до 17 година                                                            | 1027     |
| 33  | Женско становништво од 15 до 17 година                                                           | 1054     |
| 34  | Становништво од 18 до 24 године                                                                  | 4035     |
| 35  | Мушко становништво од 18 до 24 године                                                            | 1919     |
| 36  | Женско становништво од 18 до 24 године                                                           | 2116     |
| 37  | Женско становништво од 15 до 49 година                                                           | 8213     |
| 38  | Становништво са 60 и више година                                                                 | 3204     |
| 39  | Мушко становништво са 60 и више година                                                           | 1506     |
| 40  | Женско становништво са 60 и више година                                                          | 1698     |
| 41  | Однос између мушкараца и жена                                                                    | 95.4     |
| 42  | Становништво од нуле до 14 година                                                                | 10631    |
| 43  | Становништво од 15 до 64 године                                                                  | 18982    |
| 44  | Становништво од 65 година и више                                                                 | 2316     |
| 45  | Просечан број деце                                                                               | 2.81     |
| 46  | Становништво рођено у ентитету                                                                   | 28949    |
| 47  | Мушко становништво рођено у ентитету                                                             | 14054    |
| 48  | Женско становништво рођено у ентитету                                                            | 14895    |
| 49  | Становништво рођено у другом ентитету                                                            | 1849     |
| 50  | Мушко становништво рођено у другом ентитету                                                      | 966      |
| 51  | Женско становништво рођено у другом ентитету                                                     | 883      |
| 52  | Становништво од 5 година и више резидентно у ентитету у јуну 2005. године                        | 26893    |
| 53  | Мушко становништво старосног доба од 5 година и више, резидентно у ентитету у јуну 2005. године  | 12859    |
| 54  | Женско становништво старосног доба од 5 и више година, резидентно у ентитету у јуну 2005. године | 14034    |
| 55  | Становништво од 5 година и више које је живело у другом ентитету у јуну 2005. године             | 367      |
| 56  | Мушко становништво старије од 5 година које је живело у другом ентитету у јуну 2005. године      | 201      |
| 57  | Женско становништво старије од 5 година које је живело у другом ентитету у јуну 2005. године     | 166      |
| 58  | Становништво од 3 године и више које говори аутохтони језик                                      | 67       |
| 59  | Мушко становништво старо 3 године и више које говори аутохтони језик                             | 43       |
| 60  | Женско становништво старо 3 године и више које говори аутохтони језик                            | 24       |
| 61  | Становништво од 3 године и више које говори аутохтони језик и не говори шпански језик            | 0        |
| 62  | Мушко становништво старо 3 године и више које говори аутохтони језик и не говори шпански         | 0        |
| 63  | Женско становништво старо 3 године и више које говори аутохтони језик и не говори шпански језик  | 0        |
| 64  | Становништво старо 3 године и више које говори аутохтони језик и шпански                         | 26       |
| 65  | Мушко становништво старо 3 године и више које говори аутохтони језик и шпански                   | 19       |
| 66  | Женско становништво старо 3 године и више које говори аутохтони језик и шпански                  | 7        |
| 67  | Становништво од 5 година и више које говори аутохтони језик                                      | 67       |
| 68  | Становништво од 5 година и више које говори аутохтони језик и не говори шпански језик            | 0        |
| 69  | Становништво од 5 година и више које говори аутохтони језик и говори шпански језик               | 26       |
| 70  | Становништво у домородачким домаћинствима                                                        | 198      |
| 71  | Становништво са ограничењима у активностима                                                      | 1280     |
| 72  | Становништво са ограниченим ходањем или кретањем, горе или доле                                  | 740      |
| 73  | Становници са ограничењима вида, чак и уз кориштење сочива                                       | 190      |
| 74  | Становништво са ограничењима говора, комуникације или конверзације                               | 111      |
| 75  | Становништво са ограниченим слухом                                                               | 118      |
| 76  | Становништво са ограничењима при одевању, купању или јелу                                        | 94       |
| 77  | Становништво са ограничењима у опажању или учењу једноставних ствари                             | 70       |
| 78  | Становништво са менталним ограничењима                                                           | 204      |
| 79  | Становништво без ограничења активности                                                           | 30512    |
| 80  | Становништво од 3 до 5 година које не похађа школу                                               | 1277     |
| 81  | Мушко становништво од 3 до 5 година које не похађа школу                                         | 627      |
| 82  | Женско становништво од 3 до 5 година које не похађа школу                                        | 650      |
| 83  | Становништво од 6 до 11 година које не похађа школу                                              | 144      |
| 84  | Мушко становништво од 6 до 11 година које не похађа школу                                        | 81       |
| 85  | Женско становништво од 6 до 11 година које не похађа школу                                       | 63       |
| 86  | Становништво од 12 до 14 година које не похађа школу                                             | 342      |
| 87  | Мушко становништво од 12 до 14 година које не похађа школу                                       | 202      |
| 88  | Женско становништво од 12 до 14 година које не похађа школу                                      | 140      |
| 89  | Становништво од 15 до 17 година похађа школу                                                     | 1014     |
| 90  | Мушко становништво од 15 до 17 година похађа школу                                               | 438      |
| 91  | Женско становништво између 15 и 17 година живота у школи                                         | 576      |
| 92  | Становништво од 18 до 24 године похађа школу                                                     | 495      |
| 93  | Мушко становништво од 18 до 24 године похађа школу                                               | 233      |
| 94  | Женско становништво од 18 до 24 године похађа школу                                              | 262      |
| 95  | Становништво од 8 до 14 година које не може да чита и пише                                       | 150      |
| 96  | Мушко становништво старосног доба од 8 до 14 година које не може да чита и пише                  | 80       |
| 97  | Женско становништво старосног доби од 8 до 14 година које не може да чита и пише                 | 70       |
| 98  | Становништво од 15 година и више које је неписмено                                               | 1446     |
| 99  | Мушко становништво од 15 година и више које је неписмено                                         | 686      |
| 100 | Женско становништво од 15 година и више које је неписмено                                        | 760      |
| 101 | Становништво старо 15 и више година без школовања                                                | 1746     |
| 102 | Мушко становништво старо 15 и више година без школовања                                          | 847      |
| 103 | Женско становништво старо 15 и више година без школовања                                         | 899      |
| 104 | Становништво старосног доба 15 и више година са непотпуним основним образовањем                  | 4347     |
| 105 | Мушко становништво старосног доба од 15 година и више са непотпуном основним образовањем         | 2186     |
| 106 | Женско становништво старосног доба 15 и више година са непотпуном основним образовањем           | 2161     |
| 107 | Становништво старо 15 и више година са комплетним основним образовањем                           | 5728     |
| 108 | Мушко становништво старо 15 година и више са комплетним основним образовањем                     | 2866     |
| 109 | Женско становништво старо 15 и више година са комплетним основним образовањем                    | 2862     |
| 110 | Становништво старосног доба 15 и више година са непотпуним средњим образовањем                   | 1362     |
| 111 | Мушко становништво старосног доба од 15 година и више са непотпуним средњим образовањем          | 730      |
| 112 | Женско становништво старосног доба од 15 година и више са непотпуним средњим образовањем         | 632      |
| 113 | Становништво старо 15 и више година са пуним секундарном образовањем                             | 4092     |
| 114 | Мушко становништво старосног доба од 15 година и више са пуним секундарном образовањем           | 1693     |
| 115 | Женско становништво старосног доба од 15 година и више са пуним секундарном образовањем          | 2399     |
| 116 | Становништво старије од 18 година са постосновним образовањем                                    | 3489     |
| 117 | Мушко становништво старије од 18 година са постосновним образовањем                              | 1623     |
| 118 | Женско становништво старије од 18 година са постосновним образовањем                             | 1866     |
| 119 | Просечна оцена школовања                                                                         | 6.83     |
| 120 | Просечан ниво образовања мушке популације                                                        | 6.72     |
| 121 | Просечан ниво образовања женског становништва                                                    | 6.93     |
| 122 | Економски активно становништво                                                                   | 12864    |
| 123 | Економски активна мушка популација                                                               | 8775     |
| 124 | Економски активна женска популација                                                              | 4089     |
| 125 | Становништво које није економски активно                                                         | 10318    |
| 126 | Мушко становништво које није економски активно                                                   | 2322     |
| 127 | Женско становништво које није економски активно                                                  | 7996     |
| 128 | Запослено становништво                                                                           | 12331    |
| 129 | Запослено мушко становништво                                                                     | 8337     |
| 130 | Запослено женско становништво                                                                    | 3994     |
| 131 | Незапослена популација                                                                           | 533      |
| 132 | Незапослена мушка популација                                                                     | 438      |
| 133 | Незапослена женска популација                                                                    | 95       |
| 134 | Становништво без права на здравствене услуге                                                     | 16584    |
| 135 | Становништво које има право на здравствене услуге                                                | 15283    |
| 136 | Становништво које има право на ИМСС                                                              | 7380     |
| 137 | Становништво које има право на социјално осигурање                                               | 530      |
| 138 | Становништво које има право на државно социјално осигурање                                       | 42       |
| 139 | Становништво које има право на опште осигурање или здравствено осигурање за нову генерацију      | 7169     |
| 140 | Становништво које је било једном или није било у браку током 12 година и више                    | 9462     |
| 141 | Венчано или уједињено становништво од 12 година и више                                           | 12287    |
| 142 | Становништво које је било у браку или уједињено 12 година и више                                 | 1554     |
| 143 | Становништво са католичком религијом                                                             | 31550    |
| 144 | Протестанти, еванђелисти и библијски следбеници различити од еванђелиста                         | 200      |
| 145 | Становништво са другим религијама различитим од претходних                                       | 3        |
| 146 | Становништво без религије                                                                        | 108      |
| 147 | Укупно пописаних домаћинства                                                                     | 7585     |
| 148 | Пописна домаћинства на челу са мушкарцима                                                        | 5998     |
| 149 | Пописна домаћинства на челу са женама                                                            | 1587     |
| 150 | Становништво у пописним домаћинствима                                                            | 31817    |
| 151 | Становништво у пописним домаћинствима на челу са мушкарцима                                      | 26562    |
| 152 | Становништво у пописним домаћинствима на челу са женама                                          | 5255     |
| 153 | Укупно домаћинстава                                                                              | 9954     |
| 154 | Укупно насељених домаћинстава                                                                    | 7594     |
| 155 | Укупно приватних кућа                                                                            | 9945     |
| 156 | Насељени приватни домови                                                                         | 7585     |
| 157 | Укупно насељених приватних кућа                                                                  | 7589     |
| 158 | Ненасељене приватне куће                                                                         | 1304     |
| 159 | Појединачна домаћинства за привремену употребу                                                   | 1056     |
| 160 | Становници у насељеним приватним кућама                                                          | 31817    |
| 161 | Насељеност станара у приватним становима                                                         | 4.19     |
| 162 | Просечно становника по соби у приватним насељеним домаћинствима                                  | 0.95     |
| 163 | Појединачна домаћинства са подовима од различитих материјала од земље                            | 7466     |
| 164 | Појединачна домаћинства у приземљу                                                               | 94       |
| 165 | Појединачна домаћинства са једном спаваћом собом                                                 | 2056     |
| 166 | Појединачна домаћинства са две спаваће собе и више                                               | 5508     |
| 167 | Појединачна домаћинства са једним собом                                                          | 115      |
| 168 | Појединачна домаћинства са две собе                                                              | 534      |
| 169 | Појединачна домаћинства са 3 собе и више                                                         | 6907     |
| 170 | Појединачна домаћинства која имају електрично светло                                             | 7499     |
| 171 | Појединачна домаћинства која немају електрично светло                                            | 68       |
| 172 | Појединачна домаћинства која имају водоводну воду у стамбеном простору                           | 7201     |
| 173 | Појединачна домаћинства која немају водоводну воду у стамбеном простору                          | 362      |
| 174 | Појединачна домаћинства која имају тоалет                                                        | 7330     |
| 175 | Појединачна домаћинства која имају канализацију                                                  | 7310     |
| 176 | Појединачна домаћинства која немају канализацију                                                 | 239      |
| 177 | Појединачна домаћинства која имају електрично светло, довод воде из јавне мреже и канализацију   | 7031     |
| 178 | Појединачна домаћинства без икаквих услова                                                       | 47       |
| 179 | Појединачна домаћинства која имају радио                                                         | 6138     |
| 180 | Појединачна домаћинства која имају телевизор                                                     | 7263     |
| 181 | Појединачна домаћинства која имају фрижидер                                                      | 7074     |
| 182 | Појединачна домаћинства која имају машину за веш                                                 | 6378     |
| 183 | Појединачна домаћинства која имају аутомобил или комби                                           | 4767     |
| 184 | Појединачна домаћинства која имају рачунар                                                       | 1629     |
| 185 | Појединачна домаћинства која имају фиксну телефонску линију                                      | 3028     |
| 186 | Појединачна домаћинства која имају мобилни телефон                                               | 5364     |
| 187 | Појединачна домаћинства која имају приступ интернету                                             | 1090     |